# Placówka Straży Celnej „Załakowo”

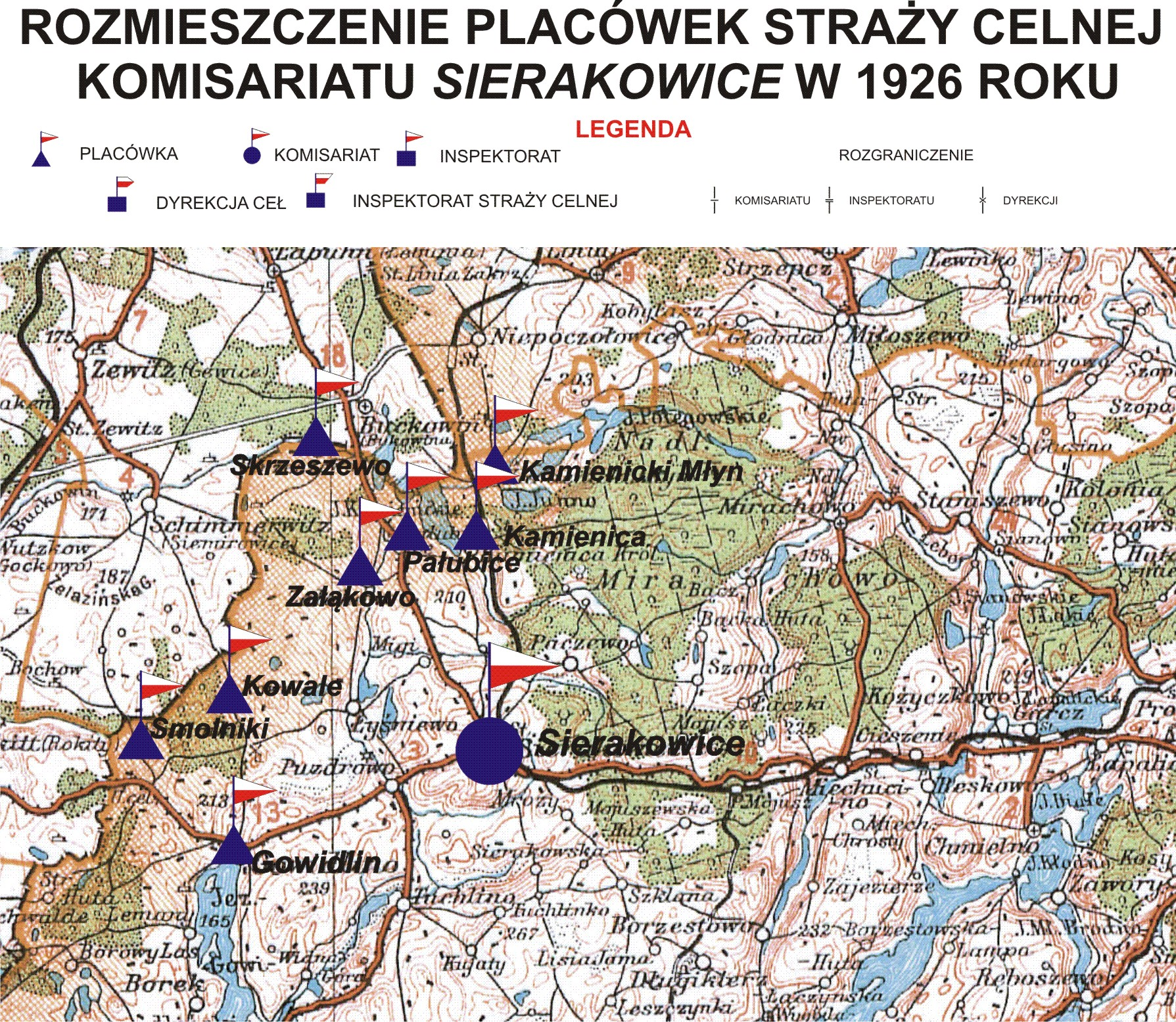
Rozmieszczenie placówek Straży Celnej komisariatu „Sierakowice”

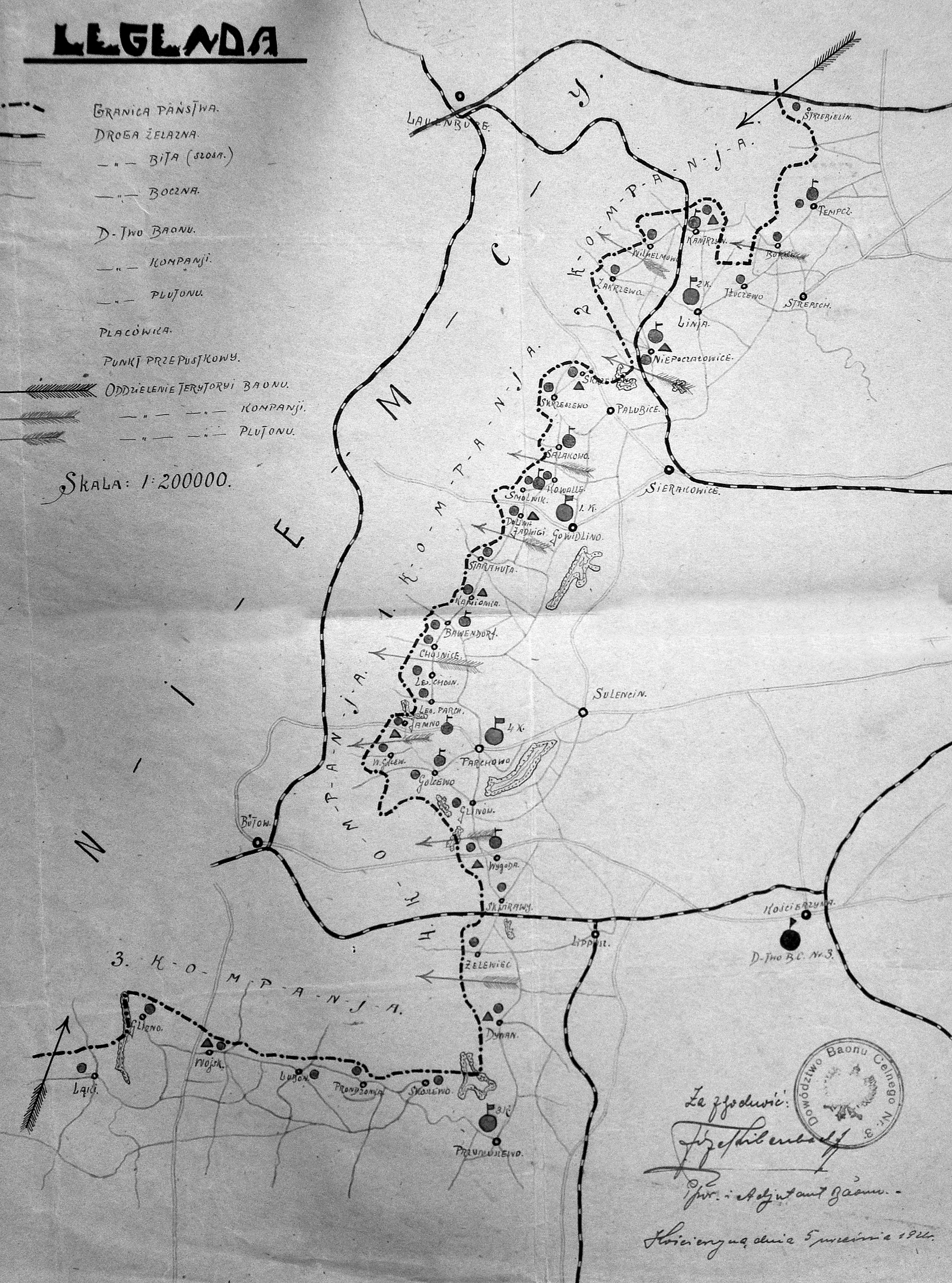
Rozmieszczenie 3 batalionu celnego

Placówka Straży Celnej „Załąkowo” – jednostka organizacyjna Straży Celnej pełniąca w okresie międzywojennym służbę ochronną na granicy polsko-niemieckiej.

## Formowanie i zmiany organizacyjne
Na wniosek Ministerstwa Skarbu, uchwałą z 10 marca 1920 roku, powołano do życia Straż Celną. Jednostki Straży Celnej rozpoczęły przejmowanie odcinków granicy od pododdziałów Batalionów Celnych. W 1921 roku w Gowidlinie stacjonował sztab 1 kompanii 3 batalionu celnego. 1 kompania celna wystawiła między innymi placówkę w Załakowie. W 1922 roku w Gowidlinie stacjonował sztab 2 kompanii 17 batalionu celnego. 2 kompania celna wystawiła między innymi placówkę w Załąkowie. Proces tworzenia Straży Celnej trwał do końca 1922 roku. Placówka Straży Celnej „Załąkowo” weszła w podporządkowanie komisariatu Straży Celnej „Sierakowice” z Inspektoratu SC „Kościerzyna”.
W drugiej połowie 1927 roku przystąpiono do gruntownej reorganizacji Straży Celnej. W praktyce skutkowało to rozwiązaniem tej formacji granicznej. Ochronę północnej, zachodniej i południowej granicy państwa przejęła powołana z dniem 2 kwietnia 1928 roku Straż Graniczna.
Rozkazem nr 2 z 19 kwietnia 1928 roku w sprawie organizacji Pomorskiego Inspektoratu Okręgowego dowódca Straży Granicznej gen. bryg. Stefan Pasławski określił strukturę organizacyjną komisariatu SG „Sierakowice”. Placówka Straży Granicznej I linii „Pałubice” znalazła się w jego strukturze.

## Służba graniczna
Sąsiednie placówki
- placówka Straży Celnej „Skrzeszewo” ⇔ placówka Straży Celnej „Kowale” – 1926[11]

## Funkcjonariusze placówki
Kierownicy placówki
| stopień          | imię i nazwisko, numer  | okres pełnienia służby | kolejne stanowisko |
| ---------------- | ----------------------- | ---------------------- | ------------------ |
| starszy strażnik | Stanisław Kubiak (1876) | był w 1926             |                    |

Obsada personalna placówki w 1926:
- przodownik
- starszy strażnik Stanisław Kubiak (1876)
- strażnik Władysław Kwidziński (118)
- strażnik Stanisław Mazurkiewicz (2009)
- strażnik Franciszek Zapała (2152)
- strażnik Michał Nawrocki (2015)
- strażnik Stanisław Kaźmierczak (2264)
- strażnik Stanisław Zimny (2284)